# Anita Ager-Wick
Anita Ager-Wick (31 de agosto de 1978) es una deportista noruega que compitió en ciclismo de montaña en la disciplina de descenso. Ganó una medalla de bronce en el Campeonato Europeo de Ciclismo de Montaña de 2010.

## Palmarés internacional
| Campeonato Europeo | Campeonato Europeo | Campeonato Europeo | Campeonato Europeo |
| Año                | Lugar              | Medalla            | Competición        |
| ------------------ | ------------------ | ------------------ | ------------------ |
| 2010               | Hafjell (Noruega)  | Medalla de bronce  | Descenso           |